# Män i krig
Män i krig (engelska: Men in War) är en amerikansk långfilm från 1957 i regi av Anthony Mann, med Robert Ryan, Aldo Ray, Robert Keith och Phillip Pine i rollerna. Filmen bygger på romanen Day Without End av Van Van Praag

## Handling
Ett citat öppnar filmen:
| ” | Tell me the story of the foot soldier and I will tell you the story of all wars. | „ |

Det är dagarna i början av Koreakriget. En grupp amerikanska soldater är avskurna från sina linjer utan möjligheter att kontakta dom för hjälp. Då även deras lastbil har gått sönder inser dom att deras enda hopp är en lång och farlig marsch tillbaka till kullen där deras division har sitt högkvarter.

## Rollista
| Robert Ryan      | – Lt. Benson (2nd Platoon, Co. D)   |
| Aldo Ray         | – Sgt. Montana (Joseph R. Willomet) |
| Robert Keith     | – The Colonel                       |
| Phillip Pine     | – Sgt. Riordan (radioman)           |
| Nehemiah Persoff | – Sfc. Nate Lewis                   |
| Vic Morrow       | – Cpl. James Zwickley               |
| James Edwards    | – Sgt. Killian                      |
| L.Q. Jones       | – Sgt. Davis                        |
| Scott Marlowe    | – Pvt. Meredith                     |
| Adam Kennedy     | – Pvt. Maslow                       |
| Race Gentry      | – Pvt. Haines                       |
| Walter Kelley    | – Pvt. Ackerman                     |
| Anthony Ray      | – Pvt. Penelli                      |
| Robert Normand   | – Pvt. Christensen                  |
| Michael Miller   | – Pvt. Lynch                        |

## Produktion
Enligt vissa moderna källor agerade manusförfattaren Philip Yordan bara som frontfigur för den svartlistade Ben Maddow som egentligen skrev filmen.
Detta var regissören Anthony Manns enda krigsfilm.
Mann och hans fotograf Ernest Haller gör i Män i krig en krigsfilm i stort sett utan krig. Fienderna syns knappt, de anas på andra sidan de klippor som begränsar området. Istället för vidvinkeln används främst närbilden för att låta tittaren komma nära soldaterna.

## Mottagande
Filmen producerades för omkring $1 miljon och spelade bara in $500 0000 i USA, men mer än $2 miljoner i resten av världen.
Recensenten för New York Times, Bosley Crowther, var kritisk till filmen och jämför devisen "War is Hell" med att tvingas genomlida hela filmen. Andra är klart mer positiva, till exempel belyser Variety de duktiga skådespelarna och den väl använda musiken av Elmer Bernstein.

## Utmärkelser
- Directors Guild of America Award
  - Nominerad: Bästa regi (Anthony Mann)